# Alonso López
Alonso López, född 21 december 2001 i Madrid, är en spansk motorcykelförare som tävlar i grenen roadracing. Sedan 2018 tävlar han i Moto3-världsmästerskapet i Grand Prix Roadracing. López tävlar med startnummer 21 på sin motorcykel.
López vann flera titlar i ungdomsklasser i 80cc och 250cc innan han 2016 började tävla i juniorvärldsmästerskapen i Moto3. Säsongen 2017 blev han juniorvärldsmästare. Han gjorde därefter debut i senior-VM i Moto3 säsongen 2018 där han körde en Honda för stallet Estrella Galicia 0,0. López fortsatte i samma stall 2019.

## Framskjutna placeringar
Uppdaterad till 2019-10-10.
| \| Nr \| Grand Prix \| År \| \| -- \| ---------- \| ---- \| \| 1 \| Thailand \| 2019 \| |            |      |
| Nr                                                                                      | Grand Prix | År   |
| 1                                                                                       | Thailand   | 2019 |